# Matthias Apiarius
Matthias Apiarius, in origine Matthias Biener (Berching, 1494 – Berna, 1554), è stato un tipografo, editore e compositore svizzero di origine tedesca.

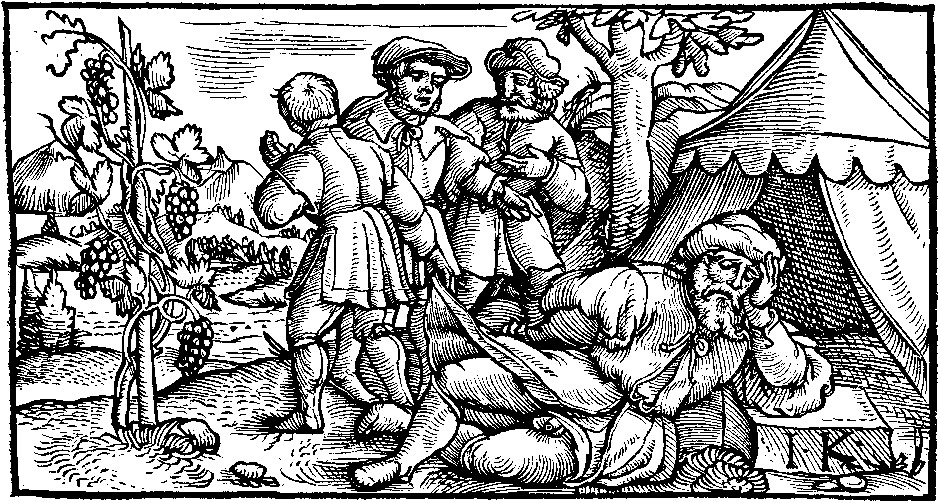
Sebastian Franck: Chronica des gantzen Teutschen lands, aller Teutschen völcker herkommen ..., Berna, Matthias Apiarius, 1. Marzo 1539

Dapprima tipografo a Norimberga e a partire dal 1525 a Basilea. Gli viene attribuita la stampa del Totentanz di Niklaus Manuel (1484—1530) del 1525. Tra il 1533 e il 1536 fu stampatore a Strasburgo, prima in proprio e poi insieme a Peter Schöffer il Giovane con il quale realizzò stampe musicali tra le quali il "Compendium musices" del 1537 e le opere di Cosma Alderinus.
Nel 1537, chiamato dal consiglio cittadino, si trasferì a Berna dove introdusse la stampa di libri e dove lavorò anche come rilegatore. 
Nella attuale "Apiarius-Haus" in Brunngasse 70, stampò svariati spartiti di canti popolari con note ma realizzò anche scritti teologici per il movimento protestante. 
Nel 1539 gli venne conferita la cittadinanza bernese.
Sostituì la stampa a due tirature con quella a tiratura unica.
Alla sua morte subentrò nell'attività il figlio Samuel Apiarius che iniziò a lavorare col padre nel 1547, l'altro figlio, Siegfried Apiarius, divenne piffaro civico, xilografo e rilegatore.